# Bonaventure Hippolyte Sabatier
Pour les articles homonymes, voir Sabatier.
Bonaventure Hippolyte Sabatier, né le 14 juillet 1773 à Saint-Félix (Haute-Garonne), mort le 18 octobre 1842 à Toulouse (Haute-Garonne), est un général français de la Révolution et de l’Empire.

## États de service
De 1796 à 1798, il est employé à l’armée de Rhin-et-Moselle, puis il participe à la campagne d'Égypte de 1798 à 1800. Il est nommé chef de bataillon le 28 janvier 1799, et il est blessé le 9 février suivant, lors du siège d'El Arish.
De retour en France le 3 janvier 1800, il prend le commandement du génie à Toulouse le 6 avril 1800. Le 10 février 1802, il est directeur adjoint des travaux de fortification à Maastricht, et le 3 juillet 1803, il est directeur adjoint des fortifications à Alexandrie. Il est fait chevalier de la Légion d’honneur le 14 juin 1804.
Le 17 juin 1806, il donne sa démission à la suite d'ennuis de santé, et il est remis en activité en décembre 1806. En 1807, il est affecté à la Grande Armée, pour faire la campagne de Pologne, et il passe major le 26 mai 1807. Il est élevé au grade d’officier de la Légion d’honneur le 19 juin 1807. Il est nommé colonel le 18 février 1808, et il est créé chevalier de l’Empire le 18 juin 1809. le 29 décembre 1809, il devient directeur des fortifications à Anvers, et il assura la défense de la ville en 1814. Il est créé baron de l’Empire le 9 janvier 1810. 
Lors de la première restauration, il est responsable du génie à Sarrelouis le 23 mai 1814, et il est fait chevalier de Saint-Louis le 8 juillet 1814. Il est promu maréchal de camp le 13 janvier 1815, et il est confirmé dans son grade par Napoléon le 28 avril 1815 pendant les Cent-Jours, qui lui confie le commandement du génie du 6e corps de l’armée du Nord.
Lors de la seconde restauration, le roi Louis XVIII, le nomme inspecteur général du génie, et en septembre 1816, il est chargé de former le régiment de Metz à partir du Corps royal du génie, et d’en faire reconnaître les officiers.
En 1828, il commande l’école royale de l’artillerie et du génie à Metz. Il est fait grand officier de la Légion d’honneur le 24 septembre 1828. 
Il meurt le 18 octobre 1842, à Toulouse.

## Dotation
- Le 19 mars 1808, donataire d’une rente de 2 000 francs sur les biens réservés en Westphalie.
- Le 15 août 1809, donataire d’une rente de 2 000 francs sur Erfurt.

## Armoiries
| Armoiries | Nom du chevalier et blasonnement |
| --------- | --- |
|           | Chevalier Bonaventure Hippolyte Sabatier et de l'Empire, lettres patentes du 18 juin 1809. Parti, d'argent au palmier terrassé de sinople, et d'azur à l'autruche passant d'argent le tout soutenu d'une champagne de gueules du tiers de l'écu au signe des chevaliers - Livrées : les couleurs de l'écu, le verd dans les bordures seulement. |

| Figure | Nom du baron et blasonnement |
| ------ | --- |
|        | Armes du baron Bonaventure Hippolyte Sabatier et de l'Empire, décret du 15 août 1809, lettres patentes du 9 janvier 1810, Grand officier de la Légion d'honneur De sable, à l'autruche d'argent : franc-quartier des barons tirés de l'armée - Livrées : noir, rouge et blanc. |

## Sources
- (en) « Generals Who Served in the French Army during the Period 1789 - 1814: Eberle to Exelmans »
- Thierry Pouliquen, « Les généraux français et étrangers ayant servis [sic] dans la Grande Armée » (consulté le 30 décembre 2014)
- « La noblesse d’Empire » (consulté le 30 décembre 2014)
- « Cote LH/2427/29 », base Léonore, ministère français de la Culture
- Antoine Jay, Etienne de Jouy et Jacques Marquet de Norvins, Biographie nouvelle des contemporains ou dictionnaire historique et raisonné de tous les hommes qui, depuis la Révolution française ont acquis de la célébrité par leurs actions…, tome 18, Paris, librairie historique, janvier 1825, 496 p. (lire en ligne), p. 329.
- (pl) « Napoléon.org.pl »
- Vicomte Révérend, Armorial du premier empire, tome 4, Honoré Champion, libraire, Paris, 1897, p. 196.
- Louis Gabriel Michaud, Biographie des hommes vivants, ou, Histoire par ordre alphabétique de la vie publique de tous les hommes qui se sont fait remarquer par leurs actions ou leurs écrits, tome 5, Paris, L.G Michaud, 1819, 560 p. (lire en ligne), p. 269.